# Roure
Roure là một đô thị ở tỉnh Torino trong vùng Piedmont, có vị trí cách khoảng 45 km về phía tây của Torino, nước Ý. Tại thời điểm ngày 31 tháng 12 năm 2004, đô thị này có dân số 934 người và diện tích là 59,6 km².
Roure giáp các đô thị: Bussoleno, San Giorio di Susa, Mattie, Coazze, Fenestrelle, Perosa Argentina, Massello, và Perrero.